# Scott Galloway (hoogleraar)
Scott Galloway (3 november 1964) is een hoogleraar marketing aan de Stern School of Business van New York-universiteit, en daarnaast ondernemer, auteur en een veelgevraagd spreker.

## Loopbaan
Scott Galloway studeerde in 1992 af aan de Haas School of Business van de Universiteit van Californië - Los Angeles. Reeds in datzelfde jaar stichtte hij het adviesbureau Prophet, en later L2 Inc, in 2017 overgenomen door Gartner.
Professor Galloway werd door het World Economic Forum uitgeroepen tot een van de 'Global Leaders of Tomorrow', dat 100 personen onder de 40 jaar erkent, 'die prestaties leverden die invloed hebben gehad op mondiaal niveau.'
Galloway geeft les in merkmanagement en digitale marketing aan tweedejaarsstudenten van MBA. In zijn onderzoek focust hij op de de vier internetgiganten, meteen de titel van zijn eerste boek De Vier, in 2017.

## Standpunten
Sinds 2017 riep Galloway herhaaldelijk op tot antitrustinterventie van de Amerikaanse overheid tegen de grote vier internetgiganten Apple, Facebook, Amazon en Google, met als voorstel deze op te splitsen.  Hij pleitte in juli 2019 tegen de cryptocurrency-plannen van Facebook vanwege de "grove nalatigheid van het bedrijf op het gebied van de privacy van gebruikers".
In het dispuut tussen Apple en de FBI naar aanleiding van de schietpartij in San Bernardino op 2 december 2015 koos Galloway de zijde van de Amerikaanse overheid, die volgens hem "toegang moet krijgen tot [persoonlijke] gegevens als een rechter van mening is dat die gegevens essentieel zijn voor de veiligheid van mensen of de nationale veiligheid".
Galloway gebruikt vaak ironie en spot in zijn uiteenzettingen. Zo vergeleek hij de lichaamstaal van de CEO’s van vier internetgiganten op hun videoconferentie in het Congres op 29 juli 2020 met "hondjes die een standje krijgen". Facebooks Libra-munt riep "milde horror" op, en hij reageerde spottend met de introductie van een nieuwe "ProfG Coin".

## Publicaties
- (en) Galloway, Scott (2019). The Algebra of Happiness: Notes on the Pursuit of Success, Love, and Meaning. Portfolio/Penguin, New-York. ISBN 9780593084199. Geraadpleegd op 8 augustus 2020.
- (en) Galloway, Scott (2017). The Four: The Hidden DNA of Amazon, Apple, Facebook, and Google. Portfolio/Penguin, New-York. ISBN 9780735213654. Geraadpleegd op 8 augustus 2020., in het Nederlands vertaald als De vier. Het verborgen DNA van Amazon, Facebook, Google en Apple. A.W. Bruna Uitgevers, ISBN 9789400508552.